# Henry McCullough
Henry Campbell Liken McCullough (Portstewart, 21 luglio 1943 – Ballymoney, 14 giugno 2016) è stato un musicista britannico.

## Carriera
Attivo principalmente come chitarrista e cantautore, ha fatto parte di diversi progetti musicali di estrazione rock come Sweeney's Men, Spooky Tooth, Paul McCartney & Wings e The Grease Band.
Ha inoltre collaborato con Joe Cocker, Éire Apparent, Linda McCartney, Kevin Doherty, Rosetta Hightower, Dave Sharp e altri artisti.

## Discografia
Solista
- Mind Your Own Business (1975)
- All Shook Up (1982, maxi single)
- Hell of A Record (1984)
- Cut (1987)
- Get In The Hole (1989, live)
- Blue Sunset (1998)
- Belfast To Boston (2001)
- Unfinished Business (2002)
- Live at the FBI (2007)
- Poor Man's Moon (2008)
- Shabby Road (2012)